# Abdelmalek Ramdane
Abdelmalek Ramdane (în arabă عبد المالك رمضان) este o comună din provincia Mostaganem, Algeria.
Populația comunei este de 13.607 locuitori (2008).